# Dirk I van Wassenaer

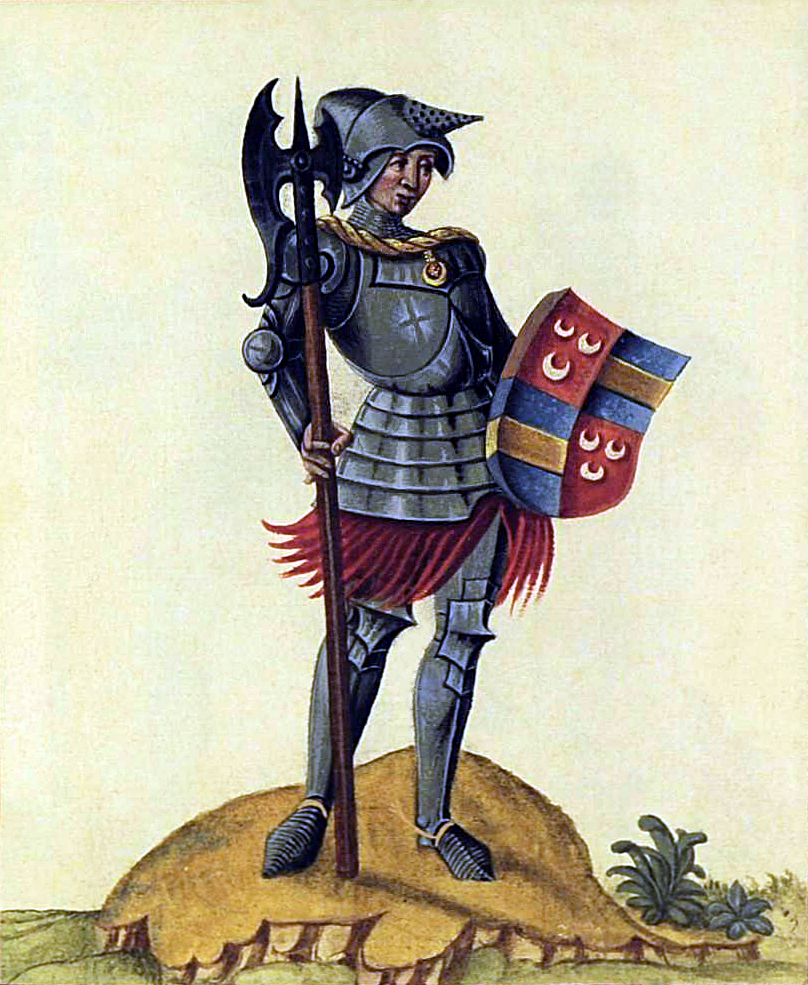
Dirk I van Wassenaer (collectie Nationaal Archief)

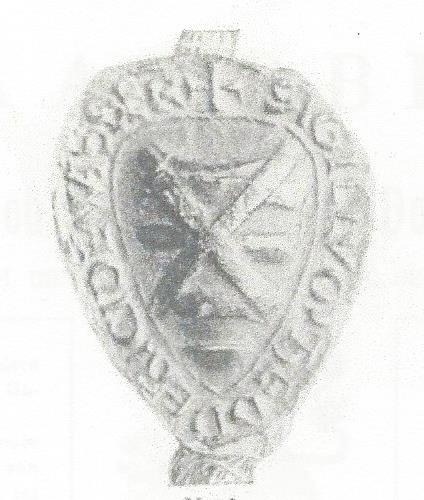
Zegel met wapen Dirk I van Wassenaer (1237)

Dirk heer van Wassenaer (Voorschoten, 1197 - 1245) was een telg uit het oudadellijke en riddermatige geslacht Wassenaer en had het gezag over het bezit van de Wassenaers. 
Hij was een zoon van Filips van Wassenaer (ca. 1170 - 1226). Hij beleende in 1226 zijn jongere broer Filips met het goed Duivenvoorde bij Voorschoten, met vererving op diens kinderen.
In 1229 verkocht Dirk de hoeve van vrouwe Meilendis aan graaf Floris IV van Holland, waar deze mogelijk zijn grafelijk wooncomplex begon te bouwen, het latere Binnenhof.
Hij trouwde met Bertha van Rijswijk, dochter van Arend van Teylingen, heer van Rijswijk en van Halewine van Egmond.

Uit dit huwelijk zijn bekend:
- Filips II, heer van Wassenaer
- Dirk van Santhorst (stamvader van die tak)
- Jacob I van Wassenaer
- Bartholomeus van Cranenburch (stamvader van die tak)
- Arent van Groenevelt (stamvader van die tak)